# Nedslagskrater
Et nedslagskrater eller et meteoritkrater er en cirkelformet fordybning på overfladen af en planet, en måne eller en asteroide som er forårsaget af en kollision med et mindre himmellegeme, som regel en meteorit også kaldet et meteoritnedslag. På jorden bliver der ofte dannet en kratersø i et sådan krater og i større nedslagskratere bliver der ofte dannet en ø eller til og med en ring af øer i centeret af krateret.
Nedslagskratere findes på næsten alle himmellegemer og siden antallet af nedslagskratere ændrer sig med tiden og ændrer udseendet af terrænet, er det stadig muligt at udregne hvornår krateret er opstået. Alligevel bliver kratere med tiden opslugt af terrænet og forsvinder, i takt med at nye kommer til, se listen over de største kratere i solsystemet. På jorden bidrager kontinentaldriften og erosionen til nedbrydningen af et krater, og det er begrundelsen for at der findes relativt få synlige nedslagskratere på jorden.

## Nedslagskratere på Jorden
På Jorden er der 190 verificerede nedslagskratere (her er et kort over 182 nedslagskratere).  Et typisk mindre krater på Jorden er Barringer-krateret (også kaldet "Meteor Crater") i Arizona, USA. Dannet for 50.000 år siden af en 50 m stor meteoroide, der kom med en fart af 12-13km/s og en energi på 10 megaton TNT minder det i sin udseende meget om kratere på Månen, Merkur, på Saturns måne Mimas og på asteroiden 4 Vesta. Modsat andre nedslagskratere på Jorden, har "Meteor Crater" ikke været udsat for større nedbrydning på grund af ørkenklimaet. Generelt er det svært at erkende meteorkratere på Jorden på grund af plade-tektonisk aktivitet, erosion, overdækning med sedimenter eller tilgroning med plantevækst. Ingen af disse typiske jordiske forhold findes på himmellegemer med overfladen arret af meteorkratere, se her lister over neddslagskratere på jorden: List of impact structures on Earth og Liste der Einschlagkrater der Erde.
Et krater på 100 km ved Maniitsoq i Grønland er blevet anslået til at være det ældste verificerede nedslagskrater på 3 milliarder år.
Hiawatha-krateret i Nordgrønland med en alder på 58 millioner år er blandt de 25 største nedslagskratere.

## De største
De ti største nedslagskratere på Jorden regnes for at være 
- Vredefort-krateret [6]
- Sudbury Basin[7]
- Acraman-krateret[8][9]
- Woodleigh-krateret[10]
- Manicouagan-krateret[11]
- Morokweng-krateret[12]
- Kara-krateret[13]
- Chicxulub-krateret [14]
- Popigai-krateret[15]
- Chesapeake Bay-krateret[16]

(angivet kronologisk)

## Nedslagskratere på havbunden
Alle de 182 verificerede nedslagskratere på Jorden findes på landjorden. Men forskere mener at der findes spor efter store nedslag i vand og at kratere kan findes på havbunden, som f.eks. Burckle-krateret i det indiske ocean og Falklandsbasinet i det sydlige Atlanterhav.

## Nedslagskratere på andre himmellegemer
Solsystemets største nedslagskrater er Nordpols-bassinet på Mars med en diameter på over 10.000 km (se listen over de største kratere i Solsystemet.
På Månen er det største og ældste nedslagskrater Sydpol-Aitken bassinet med en diameter på intet mindre end 2.500 km og en dybde på 13 km. Et prominent månekrater er Tycho opkaldt efter Tycho Brahe. Et af de større månekratere er Mare Orientale med en diameter på 930 km.
Det største nedslagskrater på Merkur er Caloris-krateret med en diameter på 1.550 km.
På Jupiters måner Callisto og Ganymedes ses mange lyse formationer på en mørk baggrund; man antager at de lyse områder er nedslagskratere i is. 
På Venus, Mars, Jupiters måner Europa og Io og på Saturns måne Titan er der ikke så mange synlige nedslagskratere, da der som på Jorden er geologiske processer, der ændrer overfladen.